# Nagy István (karmester)
Nagy István (Csíkszereda, 1907. július 5. – Kolozsvár, 1983. január 5.) karmester, hegedűművész, zenetanár.

## Életpályája
Szülővárosában a Római Katolikus Gimnáziumban érettségizett 1925-ben. Zenei tanulmányait Marosvásárhelyen a Városi Zeneiskolában kezdte Haják Károly és Metz Albert növendékeként, majd a budapesti Zeneművészeti Főiskola hegedűtan szakán végzett 1933-ban. 
Katonasága alatt a Focșani-i filharmónia zenekarának volt koncertmestere 1929-1930 között. 1933-ban a Focșani-i Unirea Líceum hegedűtanára, 1934-1941-ig a marosvásárhelyi Római Katolikus Tanítóképző és Gimnázium, 1941-től a kolozsvári tanítóképző ének- és zenetanára volt. Ebben az időszakban Budapesten és Ausztriában folytatott egyházzenei tanulmányokat. 1946-1948 között a Magyar Zene- és Színművészeti Főiskola professzora és igazgatója, 1948-tól 1950-ig a Magyar Művészeti Intézetben professzori beosztásban végzett magas szintű nevelői munkát. Több éven át a kolozsvári Állami Magyar Opera karigazgatója, rövid ideig igazgatója is volt. 
1950-től nyugalomba vonulásáig a Gheorghe Dima Zenekonzervatórium tanára, ahol zenetant, karvezetést, kamarazenét és hegedűt tanított.
„Rajongott a zenéért. Mindenhez ilyen rajongással közeledett. Az Őt körülvevő emberekben, az élet egészében zenét keresett. Fantasztikus méretű és színorgiájú »zeneként« értelmezte mindazt, ami Őt körülvette. Szokatlan emberi magatartás, de szép, érdekes; néha fanatikus gesztusokban nyilvánult meg. Szép volt a tűz, amivel a zenéről beszélt, és ami interpretációiban is hipnotikus erővel ragadta meg a hallgatóságot.” (Terényi Ede)
Az eredeti népi dalkultúra, a magyar zenei anyanyelv jeles művelője volt. Marosvásárhelyi tanárként megszervezte iskolájának fiú vegyeskarát, amellyel a reneszánsz kórusművészetet, valamint Bartók és Kodály zenéjét népszerűsítette.
Jelentős szerepe volt a régizene előzményeként szolgáló reneszánsz madrigál-kórusművek megszólaltatásában, amelyeket a harmincas évek közepétől mutattak be.
Kolozsvárra való áthelyezése után a tanítóképző növendékeiből szervezett százötven tagú vegyeskart. Számos művet adtak elő országos vagy egyetemes bemutató formájában Bartók Béla, Kodály Zoltán, Márkos Albert alkotásaiból. Az országos hírnevet szerzett együttesnek ajánlotta 1942-ben Kodály Zoltán egyik igényes alkotását a Balassa Bálint elfelejtett énekét.  A negyvenes évek elején a Kolozsvári Tanítók Énekkarát is irányította. A háború után Kolozsváron nőikart szervezett, a később vegyeskarrá bővült együttesből jött létre a Kolozsvári Kamarakórus, majd Nagy István énekkara. A kórusmozgalom irányításába országos szinten is bekapcsolódott. Az 1946-ban újjá alakult Romániai Magyar Dalosszövetség elnökévé választották, amely 1948-tól a Bartók Béla Dalszövetség  nevet viselte. Fontos szerepet vállalt Bartók Béla emlékezetének ápolásában, sorozatot indított a szerző műveiből. Kodály Zoltán emlékezetét idézve Szász Károllyal közösen szerkesztett énekeskönyve csak népdalokat tartalmaz.
Az iskolai énekoktatás ügyét szolgálta a kolozsvári tanítók számára szervezett kottaolvasási tanfolyamával, ugyanakkor nagyon népszerűek voltak az iskolán kívüli nyilvános énekórái is. Daloljunk együtt címmel ötven népdalból álló sorozatot állított össze. Tankönyveket szerkesztett, kottákat adott ki, marosvásárhelyi diákkórusával hanglemezt készített.
Írásaiban zenepedagógiai és a kóruskultúra kérdéseivel foglalkozott. Az Énekszó, Erdélyi Iskola, Ifjú Erdély, Néptanítók Lapja, Művelődés, Igaz Szó, Korunk, Utunk hasábjain valamint a Zenetudományi Írások című könyvben jelentette meg tanulmányait.
Zenei tevékenységének könyvészete 800 tételt tartalmaz, amelyet születésének 75. évfordulójára állítottak össze.
Művészetének európai színvonalát kiváló muzsikusok méltatták írásaikban. Munkássága elismeréseként Szabó Csaba dedikált számára kórusciklust, alakját Erdős Tibor, Nagy Imre rajzban, Gy. Szabó Béla fametszetben örökítette meg. Deák Tamás egyik regényhősében – Don Esztebán személyében – Nagy Istvánnak állít emléket.
1983. január 5-én hunyt el Kolozsváron, a Házsongárdi temetőben helyezték örök nyugalomra.

## Írások, tankönyvek
- Domokos Pál Péter: Énekeskönyv. In: Erdélyi Iskola, Kolozsvár, 1939
- Bartók a magyar ifjúság lelkében. In: Ifjú Erdély, 1941/5.
- Énekelj magyar ifjúság! In: Néptanítók Lapja, 1941/17.
- Musica Divina. A kolozsvári [...] líceum és tanítóképzőintézet évkönyve az 1943-44. iskolai évre. Szerk. Domokos Pál Péter. Kolozsvár, 1944.
- Énekeskönyv. Egységes tankönyv az elemi iskolák V. osztálya számára. Bukarest, 1949. (Összeállította Szász Károllyal)
- Énekeskönyv. Egységes tankönyv az elemi iskolák VI. osztálya számára. Bukarest, 1949 (Összeállította Szász Károllyal)
- Énekeskönyv. Egységes tankönyv az elemi iskolák VII. osztálya számára. Bukarest, 1949 (Összeállította Szász Károllyal)
- Jó kórusmunkáért – új dalokért. In: Utunk, 1951/36.
- Az énekkar szervezéséről. In: Művelődési Útmutató, 1953/9.
- Az éneklő tömegekért. In: Utunk, 1955/38.
- A dalosversenyek célja. In: Igaz Szó, 1961/6.
- Kórusokról, dalosokról. In: Korunk, 1967/5.
- Rövid önéletrajz. In: Utunk, 1969/21.
- A felfedezés öröme. In: Igaz Szó, 1970/9.
- Egyenes úton. In: Utunk, 1970/40.
- A kórusmozgalomról. Énekeljünk együtt. In: Utunk, 1971/51.
- Előszó. Szabó Margit Klára: Dalolj velünk. Bukarest, 1972
- Harminc év múltán is. In: Korunk, 1972/5.
- Zenélő Csíkszereda – egykor és ma. In: A Hét, 1973/3.
- Bartók felé. In: Igaz Szó, 1981/2.
- Három írás. In: Zenetudományi Írások. Bukarest, 1983

## Kiadott lemezek, kották
- 1941 Hat csíki népdal és Kodály Zoltán: Székely keserves
- 1941 30. népdalsorozat
- 1942 Hat népdal Kodály gyűjtéséből
- 1942 Daloljunk együtt
- 1943 Hat népdal Csík vármegyéből
- 1944 Lassus: In hora ultima
- 1944 Kodály Zoltán: Bicinia Hungarica III. (Egy kicsi madárka)
- 1948 Bárdos Lajos: Ablak alatt. Vegyeskar
- 1948 Péter József: Csillagos dalok. Vegyeskar

## Nagy Istvánnak és együttesének ajánlott művek
- 1942 Kodály Zoltán: Balassa Bálint elfelejtett éneke
- 1970 Szabó Csaba: Egyszerű énekek

## Alakja a képzőművészetben
- 1925 Nagy Imre: Nagy István (tusrajz)
- 1957 Erdős Tibor: Nagy István karnagy (szénrajz)
- 1962 Nagy Imre: Nagy István (ceruzarajz)
- 1970 Gy. Szabó Béla: Nagy István (fametszet)
- 1973 Nagy Imre: Nagy István (ceruzarajz)
- 1973 Nagy Imre: Nagy István (szénrajz)